# Howard Phillips Lovecraft – Chroniken des Grauens
Howard Phillips Lovecraft – Chroniken des Grauens ist eine phantastische Gruselhörspielserie mit Mysteryelementen von Markus Winter nach Erzählungen und Motiven von H. P. Lovecraft mit Wolfgang Pampel und Tommy Morgenstern in den Hauptrollen. Als Off-Sprecher fungiert Detlef Bierstedt. Die Reihe erscheint seit 2020 bei WinterZeit AUDIOBOOKS auf Vinyl, CD, als Download und im Stream.
Mit einer Altersempfehlung „ab 14 Jahre“ richtet sich die Produktion, die Originalerzählungen Lovecrafts mittels übergeordneter neuer Handlungsstränge zu einem fortlaufenden Epos verknüpft, vornehmlich an ältere Jugendliche und Erwachsene. Nach dem Abschluss der ersten „Saga“ kamen weitere Staffeln zustande.

## Inhalt
Im Jahr 1917 retten Soldaten der Kriegsmarine einen verwirrten Mann aus stürmischer See. Seine Herkunft bleibt rätselhaft und an seinen Namen kann sich der Gerettete, der sich fortan einer spontanen Eingebung folgend Carter nennt, nicht erinnern. Bald steht fest, dass Carter auf einer abgeschiedenen Insel nahezu unaussprechliche Dinge erlebt haben will, welche – sollten sich diese nicht nur als kranke Vision herausstellen – die gesamte Menschheit ins Verderben stürzen könnten. Schwer traumatisiert forscht Carter in den folgenden Jahren nach dem Übernatürlichen und Verbotenen, um das Erlebte zu verarbeiten. Doch damit scheint er das Böse nur noch weiter zu entfesseln. Als ein Freund und Lehrer, der ihn bei seinen Expeditionen unterstützt, 1921 unter grauenhaften Umständen bei einem Experiment auf einem Friedhof spurlos verschwindet, droht ihm schließlich die Hinrichtung. Doch Carter ahnt, dass – wenn überhaupt – nur er in der Lage sein wird, die Menschheit vor ihrem grauenvollen Untergang zu bewahren.

## Serienkonzept
Die Serie ist als Genremix aus klassischem Grusel-, Mystery- und „modernem Effekt-Gewitter-Horror-Hörspiel“ konzipiert. Einen Teil des Reizes insbesondere der ersten Folgen mache dem Autor zufolge die erst allmähliche Enthüllung weiterer Handlungszusammenhänge und Beziehungen der Figuren zueinander aus. Grundsätzlich werde es in der gesamten Serie um die Verstrickung der handelnden Personen in den Cthulhu-Mythos und ihren Kampf gegen die kosmischen Kräfte gehen.

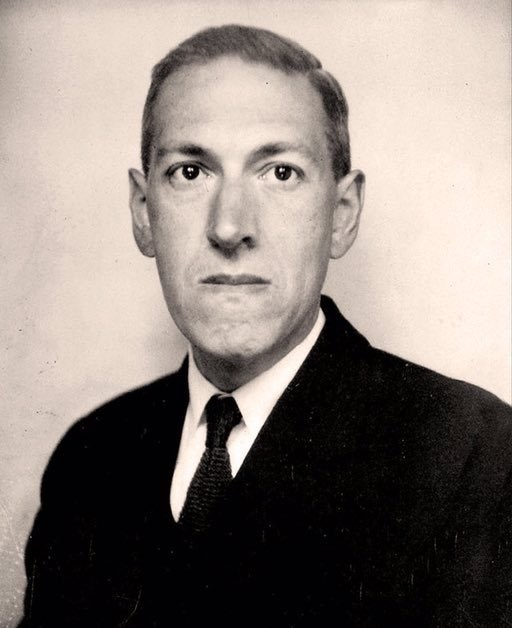
Lovecraft (1934): Titelfigur, Ideengeber, Inspirationsquelle sowie Autor der Vorlagen der Kernerzählungen

Die Reihe erscheint folgenweise in inhaltlich abgeschlossenen Staffeln (Sagas) aus jeweils vier bis fünf Hörspielen von 60 bis 75 Minuten Dauer. Die Kernhandlung jeder Einzelfolge beruht jeweils auf einer szenisch bearbeiteten Originalerzählung von H. P. Lovecraft. Die folgenübergreifende Haupthandlung einer Staffel ist von den vier zugrundeliegenden Erzählungen inspiriert und verbindet sie zu einer größeren, übergeordneten Geschichte, die zum Teil mit weiteren Motiven aus dem Lovecraft'schen Kosmos angereichert wird. In diesem Zusammenhang zentral innerhalb der Reihe verwendet wird das Motiv des unvermittelten Verschwindens und Wiederauftauchens der Hauptfigur, die möglicherweise einen Weg gefunden hat, Zeit und Dimensionen zu überwinden.
Diese Hauptfigur ist Randolph Carter, eine wiederkehrende Figur im Werk des Schriftstellers Lovecraft, die von Lovecraft-Experten häufig als sein Alter Ego angenommen wird. Dies nimmt die Reihe auf, indem sie auch Ich-Erzählungen des Autors Carter zuordnet und darüber hinaus einen Lovecraft genannten Erzähler als zweiten Protagonisten regelmäßig aus seiner Erzählrolle heraustreten lässt, wodurch die Grenzen zwischen dem Schriftsteller Lovecraft und seiner Figur weiter verschwimmen.
Die an Schauplätzen reiche Handlung bewegt sich auf mehreren Zeitebenen, die ebenso wie der Handlungsort konsequent durch einen Off-Sprecher annonciert werden. Ausgenommen hiervon ist der jeweilige Lovecraft'sche Originalanteil, welcher innerhalb der Einzelfolge quasi einen abgeschlossenen Haupthandlungsstrang bildet, zu dem das Hörspiel immer wieder zurückkehrt. Dieser bleibt innerhalb der Hörspiele auch der einzige mit Erzähleranteil, welcher stellenweise dem exakten Wortlaut der berichtähnlichen Originale Lovecrafts folgt. Zunächst entwickeln sich sämtliche Handlungsstränge scheinbar unabhängig voneinander – so erlebt beispielsweise in der ersten Staffel neben den hauptsächlich zwischen 1917 und 1928 angesiedelten Abenteuern Carters der Polizist Marlowe im Providence der 1950er Jahre „die unglaubliche Flucht eines Gefangenen“, während im Jahr 2019 „zwei Jugendliche, eigentlich nur Besucher einer Fantasy-Convention“, Zeugen eines mysteriösen Lovecraft-Manuskriptsdiebstahls werden – und werden erst im Verlauf der Staffel zusammengeführt.

## Kritik
Justus Baier schrieb im SLAM alternative music magazine, Howard Phillips Lovecraft – Chroniken des Grauens könne „mit einigen der unheimlichsten Hörspielmomente der letzten Zeit“ aufwarten, wobei man sich nicht darauf beschränke, klassische Lovecraft-Texte zu verarbeiten, „sondern eine Brücke zur Person Lovecraft und seinen privaten Lebensumständen“ schlage. Diese „spannende Verknüpfung“ gehe „ohne Brüche und Logiklöcher“ auf. Dabei gelinge es, „den langsam voranschreitenden Wahnsinn vieler Geschichten des Autors ebenso einzufangen wie eine bedrohliche und morbide Grundstimmung“, sowie „die Spannung beim Publikum konsequent hochzuhalten“. Daneben wird die glaubwürdige Inszenierung der unterschiedlichen Zeitebenen zwischen 1917 und 2019, die eine besondere Herausforderung darstelle, hervorgehoben, genauso wie die ungewöhnliche Komplexität des „ambitionierten Projekts“, das „die Messlatte für die Konkurrenz verdammt hoch“ lege.
Eine Rezension im Magazin Lovecrafter der Deutschen Lovecraft Gesellschaft sprach von einer „recht werkgetreuen Umsetzung der titelgebenden Geschichte“ von Akte 1: Dagon, die bis dahin noch nie vertont worden sei. Diese sei „wirklich hervorragend“, wohingegen die übergreifende Rahmenhandlung Zeitsprünge enthalte, die „beim ersten Hören verwirrend“ wirkten und deren Sinnhaftigkeit man anhand der Auftaktfolge noch nicht recht bewerten könne, doch wecke sie in jedem Fall „Neugier“ auf die weiteren Folgen der Staffel. Technisch und akustisch habe man an der Hörspielfolge „nichts zu meckern“: die Sprecher agierten „souverän“, die Musik käme „unheilschwanger und tief bedrohlich“ daher und die „professionellen Soundeffekte“ hülfen „dem Kopfkino rasch auf die Sprünge“. Zudem habe man mit dem Schauspieler Tommy Morgenstern „einen absolut überzeugenden Randolph Carter“ gefunden. Auch die Covergestaltung und das Beiheft wurden als „absolut gelungen“ bezeichnet.
Demgegenüber bemängelte G. Walt in seiner Kritik auf Zauberspiegel-Online die typographische Gestaltung des 14-seitigen Booklets der CD-Ausgabe zur ersten Folge (kleine Schrift auf dunklem Hintergrund), doch enthalte es „schon einiges an Infos über die Macher des Hörspiels, dem Hauptsprecher, dem Autoren Lovecraft und vieles mehr“. Bezüglich der Umsetzung, urteilte der Rezensent, „stimmt alles“: für die Hörspielmusik ein „extra geschaffener Sound, der es in sich hat“, Sprecher aus der „oberen Liga von Synchrongrößen“, „fast schon Kino-Feeling“ und eine vielversprechende Handlung, auch wenn der erste Teil „eine klare Richtung oder Linie (...) noch nicht“ erkennen ließe.
Nils Twiehaus von Poldis Hörspielseite sah sich in Teil 2 der Hörspielreihe „einige Zusammenhänge bereits klarer ergeben“, wobei auch hier eine „Originalgeschichte (Lovecrafts) recht originalgetreu in das Hörspiel eingebaut“ worden sei. Trotz noch vieler offener Rätsel sei alles „sehr gekonnt aufeinander abgestimmt“ und habe ihn „vollkommen überzeugt“. Schon im Fazit seiner Rezension zur ersten Folge hatte Twiehaus von einem äußerst hörenswerten und gelungenen Start in die neue Serie gesprochen. Eine „mysteriöse, unheimliche und markante Stimmung, eine gekonnt aufgeteilte Handlung auf mehreren Zeitebenen, markante Momente und ausdrucksstarke Charaktere“, erweckten die „komplexe Struktur der Serie“ zum Leben, wobei eine „sehr gradlinige Erzählweise (…) das Verständnis“ vereinfache, womit sich „die düstere Stimmung sehr markant ausbreiten“ könne. Zudem setze die Inszenierung – auch in den sich anschließenden Hörspielteilen – „neue Standards“, durch die „mehr Tiefe und eine soghafte Wirkung“ entstünden.

## Mitwirkende

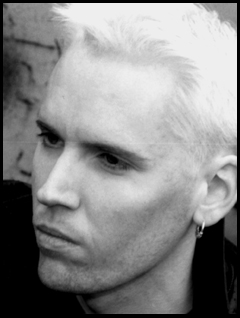
Markus Winter (2004): Autor, Bearbeiter, Regisseur, Produzent

Produziert und inszeniert werden die Hörspiele vom Autor Markus Winter selbst, der auch für den Schnitt, das Sounddesign, Teile der Musik und das Mastering verantwortlich zeichnet. Die Coverillustrationen stammen von Mark Freier. Die Hörspielmusik komponierte Michael Donner. Unter den Sprechern sind einige bekannte Schauspieler und profilierte Synchronsprecher.
Die episodenübergreifenden Rollen und ihre Sprecher:
- Erzähler/Lovecraft – Wolfgang Pampel
- Randolph Carter – Tommy Morgenstern
- Angie – Greta Galisch de Palma
- Benjamin – Konrad Bösherz
- Bobby – Marco Eßer
- Brown – Christian Zeiger
- Dana – Daniela Molina
- Dagon – Markus Pfeiffer
- Frantisek – Joachim Pukaß
- Graf – Rainer Gerlach
- Jamie – David Wittmann
- Marlowe – Engelbert von Nordhausen
- Nyarlathotep – Tim Sander
- Radu – Dirk Stollberg
- Off-Texte – Detlef Bierstedt

Die Episodenhauptrollen und ihre Sprecher:
- Jennings – Thomas Nero Wolff (Akte 1)
- General – Axel Ludwig (Akte 1)
- Maggy – Magdalena Turba (Akte 2)
- Vater – Bernd Vollbrecht (Akte 2)
- Harley – Stefan Krause (Akte 3)
- Richter – Jürgen Thormann (Akte 3)
- Hope – Daniela Reidies (Akte 3)
- Erich Zann – Wolfgang Ziffer (Akte 4)
- Monsieur Blandot – Ekkehardt Belle (Akte 4)
- Giovanna Winterfeldt (Akte 5)
- Klaus-Peter Grap (Akte 5)
- Friedhelm Ptok (Akte 5)

Weitere Sprecher sind u. a.: 
Jodie Blank,
Jannik Endemann,
Sven Fechner,
Oliver Feld,
Matthias Klie,
Torben Liebrecht,
Marcel Mann,
Kaya Marie Möller,
Viktor Neumann,
Johannes Raspe,
Manuel Straube,
Olaf Reichmann,
David Riedel,
Felix Spieß und
Arne Stephan.

## Folgen (Auswahl)
| Nr. | Titel                            | Erscheinungsdatum | Vorlage der titelgebenden Kernerzählung | Staffel |
| --- | -------------------------------- | ----------------- | --------------------------------------- | ------- |
| 1 | Akte 1: Dagon                    | 31. Januar 2020   | Dagon (1917)                            | 1       |
| 2 | Akte 2: Die Gruft                | 13. März 2020     | In der Gruft (1917)                     | 1       |
| 3 | Akte 3: Die namenlose Stadt      | 15. Mai 2020      | Stadt ohne Namen (1921) Anm. 1          | 1       |
| 4 | Akte 4: Die Musik des Erich Zann | 8. Oktober 2020   | Die Musik des Erich Zann (1921)         | 1       |
| 5 | Akte 5: Cthulhus Ruf             | 31. Dezember 2021 | Cthulhus Ruf (1926)                     | 2       |
| 6 | Akte 6: Der silberne Schlüssel   | 8. April 2022     | Der Silberschlüssel (1926) Anm. 2       | 2       |
| 7 | Akte 7: Das Grauen von Dunwich   | 2022              | Das Grauen von Dunwich (1928)           | 2       |
| 8 | Akte 8: Der Flüsterer im Dunkeln | 2022              | Der Flüsterer im Dunkeln (1930)         | 2       |
| Anmerkungen: Anm. 1 Die Aussage des Randolph Carter (1919) dient hier zusätzlich als Rahmenerzählung. Anm. 2 Die Horrorerzählung Das Bild im Haus (1920) wurde darüber hinaus in die Handlung integriert. |                                  |                   |                                         |         |

## Trivia
- In den Liner Notes jeder Folge geht an erster Stelle immer ein „besonderer Dank“ an „H. P. Lovecraft (ohne seine Ideen...)“.
- Ursprünglich plante der Autor das erzählerische Gesamtwerk Lovecrafts innerhalb der Chroniken des Grauens chronologisch abzuarbeiten, was er während der Vorbereitung der Serie als „wahnwitzige Idee“ wieder verwarf.[14] Nichtsdestotrotz folgen die titelgebenden Stories der Einzelhörspiele der ersten Staffel exakt der Chronologie der frühesten Cthulhu-Mythos-Geschichten des Horrorautors, ergänzt um eine ungefähr zur gleichen Zeit wie Dagon (1917) entstandene Kurzgeschichte außerhalb des Mythos (Die Gruft, 1917).
- Der Horrorschriftsteller Anton Serkalow bekundete öffentlich sein Interesse, weitere Hörspielscripte der Reihe in Romane umzuarbeiten. Ihm zufolge sei die erste Staffel der Chroniken des Grauens „ein absoluter Geniestreich“ und „besser als die Originalgeschichten“ Lovecrafts.[15]
- Der Sprecher des „Jamie“ David Wittmann ist auch bekannt als Sprecher des „Bob Andrews“ aus der Jugendhörspielreihe Die drei ??? Kids, worauf es in der Auftaktfolge eine Anspielung gibt. Anspielungen und Zitate finden sich darüber hinaus noch zahlreich auf erfolgreiche Hörspielserien, Film- und Literaturwerke, aber auch „weniger allgemein bekannte Werke aus Kunst und Literatur“[16].
- Der Serienauftakt wurde vom Verlag 2020 zu Reklamezwecken kostenfrei – allerdings mit Werbeunterbrechungen – auf YouTube eingestellt[17].
- Zum Start der zweiten Staffel Ende 2021 verkündete Markus Winter, dass die Einzelfolgen der ersten Staffel die aktuellen Verkaufszahlen der bis dahin diesbezüglich erfolgreichsten Reihe des Verlages Sherlock Holmes Chronicles bereits übertroffen hätten.
- Als Kernerzählung für das zweite Staffelfinale im Jahr 2023 ist Lovecrafts Kurzgeschichte Die Katzen von Ulthar (1920) angekündigt. Sowohl Winter als auch Lovecraft gelten als ausgesprochene Katzenliebhaber.

## Auszeichnungen
Alle vier Folgen der ersten Staffel erschienen auf der Longlist des OhrCast Hörspiel des Jahres 2020.